# Kabinett Ratas II
Die zweite Regierung der Republik Estland unter Ministerpräsident Jüri Ratas („Kabinett Ratas II“) trat am 29. April 2019 ihr Amt an. Nach Korruptionsvorwürfen gegen seine Zentrumspartei trat Ratas, und damit die gesamte Regierung, am 13. Januar 2021 zurück.
Sie war nach amtlicher Zählung die 50. Regierung der Republik Estland seit Ausrufung der staatlichen Unabhängigkeit 1918.

## Regierungsbildung
Bei der Parlamentswahl vom 3. März 2019 musste die Zentrumspartei (K) unter Ministerpräsident Jüri Ratas Verluste hinnehmen und wurde – wie vier Jahre zuvor – nur zweitstärkste Kraft. Die liberale Reformpartei (RE) ging mit 28,9 Prozent als stärkste Partei hervor. Die rechtspopulistische Estnische Konservative Volkspartei (EKRE) konnte bei der Wahl ihren Stimmenanteil mehr als verdoppeln und erreichte 17,8 Prozent. Daneben zogen die konservative Vaterlandsunion (I) und die Sozialdemokraten (SDE) erneut ins Parlament ein.
Staatspräsidentin Kersti Kaljulaid beauftragte nach der Verfassung zunächst die Vorsitzende der Reformpartei, Kaja Kallas, als Chefin der stärksten Fraktion mit der Regierungsbildung. Sie scheiterte allerdings damit, eine regierungsfähige Mehrheit aus Reformpartei, Vaterlandsunion und Sozialdemokraten zu bilden. Eine Koalition mit der EKRE hatte Kallas kategorisch ausgeschlossen.
Daraufhin bildete der Vorsitzende der Zentrumspartei, Ministerpräsident Jüri Ratas, eine Koalition aus Zentrumspartei, Konservativer Volkspartei und Vaterlandsunion. Die Regierung trat mit ihrer Vereidigung vor dem Parlament (Riigikogu) am 29. April 2019 ihr Amt an. Die Reformpartei und die Sozialdemokraten gingen in die Opposition.
Im 101-köpfigen Parlament verfügt die Regierungskoalition rechnerisch über eine Mehrheit von 56 Abgeordneten (Zentrumspartei 25 Mandate, EKRE 19 Mandate, Vaterlandsunion 12 Mandate).

## Zusammensetzung
Im 15-köpfigen Kabinett stellt jede Partei jeweils fünf Mitglieder. Der Regierung gehören aktuell wieder 13 Männer und zwei Frauen (zeitweise zwölf Männer und drei Frauen) an.
Bereits einen Tag nach seiner Vereidigung trat Marti Kuusik (EKRE) von seinem Amt als Minister für Unternehmertum und Informationstechnologie zurück. Ihm wird häusliche Gewalt vorgeworfen. Seine Nachfolgerin wurde Kert Kingo (EKRE), die am 16. Mai 2019 vereidigt wurde. Sie musste im Oktober 2019 zurücktreten, nachdem sie gegenüber dem Parlament falsche Angabe zur Einstellung eines Beraters gemacht hatte und wurde vom parteilosen Kaimar Karu abgelöst. Am 20. April 2020 wurde Raul Siem (EKRE) als vierter Minister für Unternehmertum und Informationstechnologie innerhalb eines Jahres ernannt.
Zudem musste Mart Järvik (EKRE) am 25. November 2019 nach Korruptionsvorwürfen seinen Posten als Minister für ländliche Entwicklung im Kabinett räumen. Sein Nachfolger wurde Arvo Aller (EKRE). Im November 2020 wurden insgesamt drei Minister ausgetauscht: Zunächst wurde Rene Kokk (EKRE) nach einem Rücktritt aus gesundheitlichen Gründen am 7. November von seinen Aufgaben entbunden und durch Rain Epler (EKRE) ersetzt. Mart Helme (EKRE) musste nach einem von ihm selbst ausgelösten Skandal zurücktreten und wurde am 9. November abgelöst. Sein Nachfolger wurde Alar Laneman (EKRE). Ende November fiel schließlich noch Mailis Reps (K) über die private Nutzung ihres Dienstwagens und wurde durch Jaak Aab (K) ersetzt. Der dadurch verwaiste Posten des Ministers für Öffentliche Verwaltung wurde von Anneli Ott (K) übernommen.

## Kabinettsmitglieder
| Ressort                                 | Bild                                    | Name                                            | Partei | Partei    |
| --------------------------------------- | --------------------------------------- | ----------------------------------------------- | ------ | --------- |
| Ministerpräsident                       | Jüri Ratas                              | Jüri Ratas                                      |        | K         |
| Bildung und Wissenschaft                | Mailis Reps                             | Mailis Reps bis 21. November 2020               | K      |           |
| Bildung und Wissenschaft                | Jaak Aab                                | Jaak Aab seit 25. November 2020                 | K      |           |
| Wirtschaft und Infrastruktur            | Taavi Aas                               | Taavi Aas                                       | K      |           |
| Öffentliche Verwaltung                  | Jaak Aab                                | Jaak Aab bis 25. November 2020                  | K      |           |
| Öffentliche Verwaltung                  | Anneli Ott seit 25. November 2020       |                                                 | K      |           |
| Soziales                                | Tanel Kiik                              | Tanel Kiik                                      | K      |           |
| Inneres                                 | Mart Helme                              | Mart Helme bis 9. November 2020                 |        | EKRE      |
| Inneres                                 | Alar Laneman                            | Alar Laneman seit 18. November 2020             |        | EKRE      |
| Außenhandel und Informationstechnologie |                                         | Marti Kuusik bis 30. April 2019                 | EKRE   |           |
| Außenhandel und Informationstechnologie | Kert Kingo 16. Mai bis 25. Oktober 2019 |                                                 | EKRE   |           |
| Außenhandel und Informationstechnologie |                                         | Kaimar Karu 7. November 2019 bis 20. April 2020 |        | parteilos |
| Außenhandel und Informationstechnologie |                                         | Raul Siem seit 21. April 2020                   |        | EKRE      |
| Ländliche Entwicklung                   |                                         | Mart Järvik bis 25. November 2019               | EKRE   |           |
| Ländliche Entwicklung                   | Arvo Aller seit 10. Dezember 2019       |                                                 | EKRE   |           |
| Umwelt                                  |                                         | Rene Kokk bis 7. November 2020                  | EKRE   |           |
| Umwelt                                  | Rain Epler seit 16. November 2020       |                                                 | EKRE   |           |
| Finanzen                                | Martin Helme                            | Martin Helme                                    | EKRE   |           |
| Verteidigung                            | Jüri Luik (2017)                        | Jüri Luik                                       |        | I         |
| Auswärtiges                             | Urmas Reinsalu                          | Urmas Reinsalu                                  | I      |           |
| Kultur                                  | Tõnis Lukas                             | Tõnis Lukas                                     | I      |           |
| Bevölkerungsfragen                      | Riina Solman                            | Riina Solman                                    | I      |           |
| Justiz                                  | Raivo Aeg                               | Raivo Aeg                                       | I      |           |